# Международно-правовые санкции
Междунаро́дно-правовы́е са́нкции — коллективные или односторонние принудительные меры (санкции), применяемые государствами или международными организациями к государству, нарушившему нормы международного права.

## Виды санкций
Широко применяются экономические санкции, в том числе кредитные (см. кредит).
Устав ООН включает среди прочих санкций ООН (так называемые «принудительные меры») военное принуждение.

## «Санкции» и «контрмеры»
Большинство отечественных и зарубежных ученых для обозначения принудительных мер используют термин «санкции». При этом некоторые ученые называют санкциями как принудительные меры международных организаций так и меры осуществляемые государствами в порядке самопомощи.
Однако, данная позиция в научной среде подвергается все большей критике. Это обусловлено четкой позицией главных органов ООН, которые в официальных документах используют термин «санкции» лишь относительно мер предпринимаемых Советом Безопасности ООН на основании раздела VII Устава ООН. Применение отдельными государствами термина «санкции» для своих односторонних принудительных мер подразумевало бы презумпцию их законности и исключало бы постановку вопроса о международно-правовой ответственности за их совершение. Все чаще слышится позиция ученых оставляющих термин «санкция» только лишь за принудительными мерами международных межправительственных организаций. В то же время действия, предпринимаемые государствами в одностороннем порядке следует именовать как «контрмеры» или «ответные меры».
Кроме того, такой подход нашел поддержку в ходе работы Комиссии международного права ООН над Проектом статей об ответственности государств. Как отмечается в материалах комиссии, использовав в ч. 1 ст. 30 Проекта статей термины «мера» и «ответные меры» вместо термина «санкции», предложенного специальным докладчиком Аго для описания так называемых «односторонних» видов реагирования на противоправные деяния, Комиссия зарезервировала термин «санкция» для описания мер, принимаемых тем или иным международным органом.

## Отличие санкций от ответственности
В международно-правовой доктрине санкции нередко отождествляют с формами ответственности. В наиболее развернутом виде такая позиция нашла отражение в исследованиях В. И. Менжинского, Г. И. Тункина, Ю. М. Колосова. В последнее время в научной среде на первый план выходит теория о самостоятельности института санкций. Как отмечает профессор И. И. Лукашук, «принуждение, будь то контрмеры или санкции, является самостоятельным институтом, который связан с ответственностью, но ему присущи другие характеристики».
Особенность санкций заключается в том, что в случае согласия государства-правонарушителя добровольно выполнить все обязанности, вытекающие из правоотношений ответственности, такое государство освобождается от введения будущего санкционного режима. Отказ же от исполнения этих обязанностей или нежелание прекратить правонарушение, которое длится, дает правовое основание для применения санкций.